# 김원중 (아이스하키 선수)
김원중(金元中, 1984년 12월 18일~)은 대한민국의 은퇴한 아이스하키 선수이다. 경복고등학교 재학 시절인 2001년에 아이스하키부에 입단하였고, 2003년에 고려대학교로 진학하여 대학 선수로 활동하다가 졸업 후인 2006년에 아시아리그 아이스하키의 대한민국 프로 아이스하키팀인 안양 한라에 입단하여 안양 한라의 주요 선수로 활동하였다. 이후 군 복무를 위해 대한민국 국군체육부대의 아이스하키팀인 대명 상무로 소속팀을 옮겼으며, 2014-15 시즌부터 안양 한라로 복귀했다. 이후 2019년까지 안양에서 뛰다가 19-20 시즌 개막 직전에 은퇴를 선언했다.

## 어린 시절과 클럽 경력
서울특별시에서 태어났다. 경희중학교 재학 시절에 아이스하키에 입문하였으며, 경복고등학교에 진학하여 계속 선수로 활동하였다. 고등학교 졸업 후에는 고려대학교로 진학하여 3년 동안 선수로 활동했으며, 졸업 후 아시아리그 아이스하키와 대한민국의 아이스하키 클럽인 안양 한라에 입단하였다. 김원중은 안양 한라에 입단한 첫 한 해에는 경기에 출장하지 못했고, 2007-08 시즌에 중화인민공화국의 클럽인 차이나 샤크스와의 경기에서 데뷔 골을 기록하였고, 2008-09 시즌에 아시아리그 아이스하키 정규 시즌 우승에 기여하였다. 이후 2009-10 시즌에서도 안양의 우승에 기여했고, 안양 한라는 대한민국 클럽 최초로 아시아리그 2연패를 달성했다. 2010-11 시즌에서는 팀의 부주장으로 활동했다. 김원중은 안양 한라에서 229번의 경기에 출전했고, 92골과 82개의 어시스트를 기록했다. 2013년에 군 복무를 위해 국군체육부대의 아이스하키팀인 대명 상무에 입단하여 대명 상무가 창단 첫 해에 참가한 아시아리그 아이스하키에서 4강 플레이오프에 진출하는 데에 공헌했다. 전역 후에 다시 안양 한라로 돌아왔으며 2015년 1월 10일 HC 닛코 아이스벅스와의 아시아리그 홈 경기를 통해 복귀했으며 2골을 넣고 어시스트 1개를 기록했다.

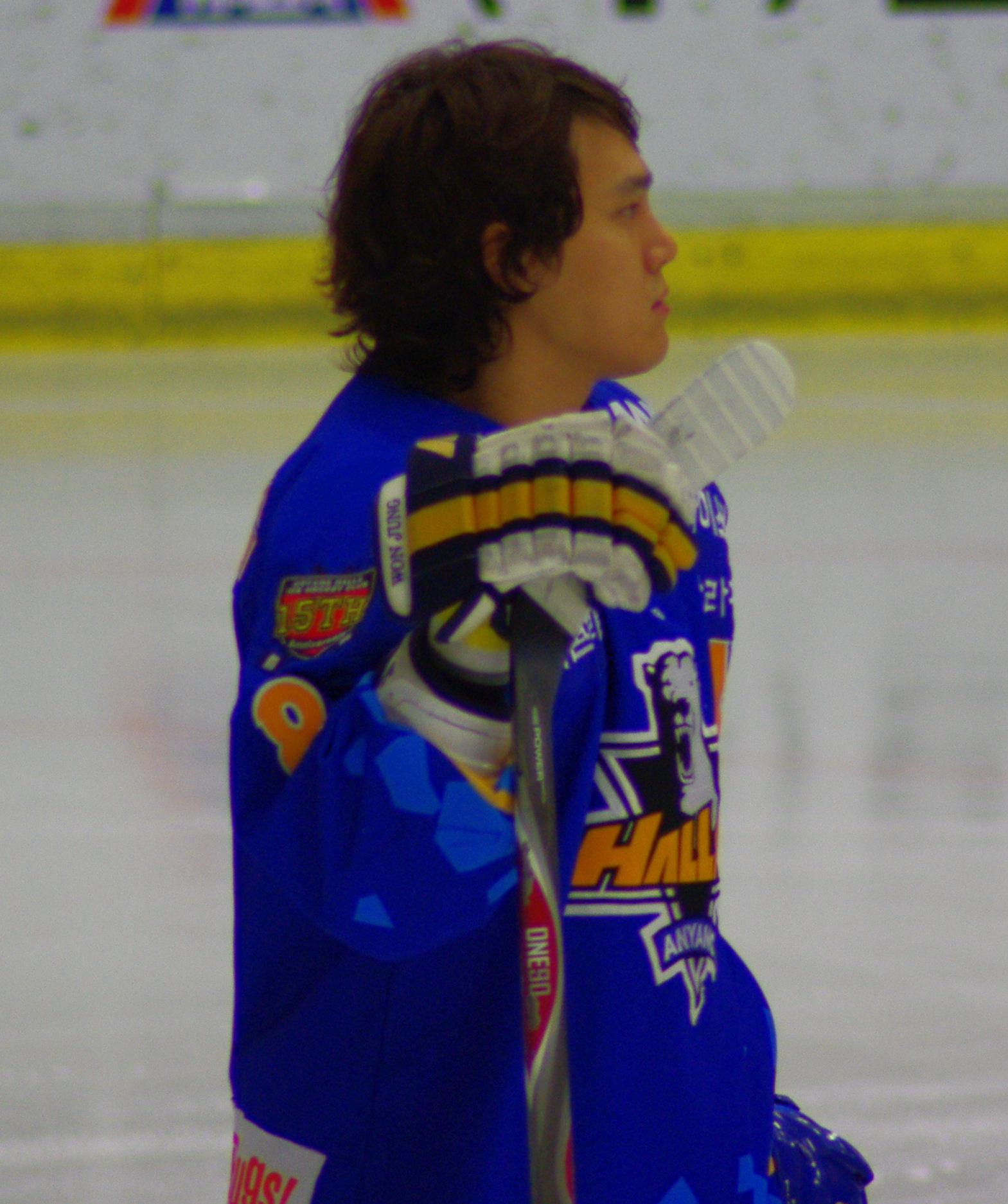
안양 한라에서의 김원중(2009년)

## 국가대표팀 경력
경복고등학교 재학 시절에 대한민국 U-18 아이스하키 국가대표팀의 일원으로 발탁되어 오스트리아와 이탈리아에서 열린 2002년 U-18 세계 아이스하키 선수권 대회 디비전 1에 참가했고, 2004년에는 폴란드의 소스노비에츠에서 열린 2004년 세계 U-20 아이스하키 주니어 선수권 대회 디비전 2에 참가하였다. 이후 2008년에 성인 국가대표로 발탁되어 오스트리아와 일본에서 열린 2008년 세계 선수권 대회 디비전 1에 참가하였으며, A조의 모든 팀에게 패하여 디비전 2로의 강등을 피할 수 없었다. 2009년에는 다시 대표팀의 디비전 1 승격을 위해 불가리아의 소피아에서 열린 2009년 세계 선수권 대회 디비전 2에 참가하여 B그룹에서 전승 우승하는 데에 기여했다. 이후 다시 디비전 1로 승격된 대표팀의 일원으로서 슬로베니아의 류블랴나에서 열린 2010년 세계 선수권 대회 디비전 1에 참가하여 크로아티아와의 경기에서 박우상의 득점 어시스트를 돕고 골을 기록하여 팀의 5-2 승리에 기여했다. 이후 2011년에 카자흐스탄의 아스타나와 알마티에서 열린 2011년 동계 아시안 게임에서 카자흐스탄과 일본의 뒤를 이어 동메달을 획득했으며, 헝가리의 부다페스트에서 열린 2011년 세계 아이스하키 선수권 대회 디비전 1에 참가하였고 대한민국 국가대표팀은 A조 3위를 기록했다. 이후 2012년에 폴란드의 크리니차즈드루이에서 열린 2012년 세계 선수권대회 디비전 1에도 참가하여 개최국 폴란드와의 경기에서 김현중과 신상우의 어시스트로 골을 성공시켜 팀의 3-2 승리에 기여했다. 대한민국은 이 대회에서 전승 우승을 했다. 2013년에는 헝가리의 부다페스트에서 열린 세계 선수권대회 디비전1에 참가하여, 개최국 헝가리를 상대로 신상우와 이승엽의 어시스트로 골을 성공하여 5-4 승리에 기여했다.

## 개인사
2014년 6월 27일에 합숙소를 무단 이탈하여, 교통사고를 당하였다. 무단 이탈 당시 태국 전통 마사지 업소를 다녀왔으나, 퇴폐 업소는 아닌 것으로 밝혀졌다. 국방부 관계자는 국군체육부대 규칙 위반이라고 밝혔고, 이미 징계 조치가 있었던 것으로 알려졌다. 사건 관련 병사들은 국군체육부대에서 일반 보직으로 변경될 예정이다.
또한 국가대표 파견훈련 중 합숙소를 무단이탈하는 행동을 하여 물의를 빚었으며, 국가대표 선수자격이 박탈된 가운데 지난 7일 국방부 관계자는 "징계 여부에 따라 김원중 병장의 군 복무 기간이 연장될 수도 있다"고 전했다.
김연아와는 2014년 11월 결별하였다.